# آق‌تپه (جبراییل)
آق‌تپه (ترکی آذربایجانی: Ağtəpə) یک منطقهٔ مسکونی در جمهوری آرتساخ است که در استان هادروت واقع شده‌است.